# Konstantin Korotiejew
Konstantin Apołłonowicz Korotiejew (ros. Константин Аполлонович Коротеев, ur. 12 lutego?/25 lutego 1901 w miejscowości Szczegłowka (obecnie część miasta Bogoduchów), zm. 4 stycznia 1953 w Moskwie) – radziecki dowódca wojskowy, generał pułkownik, Bohater Związku Radzieckiego (1945).

## Życiorys
Urodził się w rosyjskiej rodzinie robotniczej. Skończył szkołę podstawową, od 1916 służył w rosyjskiej armii, uczestniczył w I wojnie światowej.
W 1918 wstąpił do Armii Czerwonej. W wojnie domowej dowodził plutonem i kompanią na Froncie Południowym, walczył z białymi pod Ługańskiem, Millerowem, Biełą Kalitwą i Carycynem i z powstańcami na Uralu, po wojnie 1920 ukończył kursy piechoty w Saratowie, 1924 kursy średniej kadry dowódczej Frontu Zachodniego, a 1926 kursy "Wystrieł". W latach 1921–1924 dowodził plutonem, od lipca 1924 do stycznia 1934 był kolejno zastępcą dowódcy i dowódcą kompanii i dowódcą batalionu piechoty, od stycznia 1934 do marca 1935 szefem sztabu pułku, a od marca 1935 do lipca 1937 dowódcą 14 pułku piechoty. Od lipca 1937 do lutego 1938 był szefem sztabu 27 Dywizji Piechoty, następnie dowódcą 27 Omskiej Dywizji Piechoty.
We wrześniu 1939 brał udział w agresji na Polskę, a 1939–1940 w wojnie z Finlandią jako dowódca grupy 15 Armii Frontu Północno-Zachodniego, prowadził działania wojenne w rejonie Pietarsaari nad Zatoką Botnicką i Maksimanssari k. jeziora Ładoga. Od marca do października 1940 dowodził 56 Korpusem Piechoty, od października 1940 do marca 1941 był inspektorem piechoty Leningradzkiego Okręgu Wojskowego, następnie dowódcą 55 Korpusu Piechoty Kijowskiego Specjalnego Okręgu Wojskowego, z którym po ataku Niemiec na ZSRR uczestniczył w walkach na Ukrainie na Froncie Południowo-Zachodnim. We wrześniu-październiku 1941 był zastępcą dowódcy 18 Armii, a od października 1941 do marca 1942 dowódcą 12 Armii Frontu Południowego, brał udział w walkach w Donbasie i rostowskiej operacji obronnej, w marcu 1942 został pomocnikiem dowódcy Frontu Południowego, a 2 sierpnia 1942 dowódcą 11 Gwardyjskiego Korpusu Piechoty 9 Armii Frontu Zakaukaskiego, który bronił pozycji nad Terekiem i w miastach Mozdok i Ordżonikidze.
Od początku września 1942 do 13 maja 1943 był dowódcą 9 Armii, jesienią 1942 uczestniczył w walkach na linii Małgobek-Mozdok-Elchotowo, 1 stycznia 1943 wraz z armią przeszedł do ofensywy na Kaukazie, od 13 maja do lipca 1943 dowodził 37 Armią Frontu Północno-Kaukaskiego, a od lipca 1943 do końca wojny dowodził 52 Armią. W listopadzie 1943 jego armia sforsowała Dniepr w rejonie Czerkas, w styczniu-lutym 1944 w składzie 2 Frontu Ukraińskiego brała udział w operacji korsuń-szewczenkowskiej, w marcu 1944 w operacji humańsko-botoszańskiej (m.in. w wyzwoleniu Humania), 11 marca 1944 sforsowała Boh w obwodzie winnickim, później sforsowała Dniestr i wzięła udział w operacji jassko-kiszyniowskiej, w sierpniu 1944 połączyła się z 57 Armią 3 Frontu Ukraińskiego. W grudniu 1944 52 Armia K. Korotiejewa została włączona w skład 1 Frontu Ukraińskiego i skierowana na przyczółek baranowsko-sandomierski, a 12 stycznia 1945 przeszła do ofensywy, biorąc udział w operacji wiślańsko-odrzańskiej i wyzwalając 17 stycznia 1945 Częstochowę, a później forsując Wartę, dochodząc do Głogowa i do Odry. W lutym 1945 armia Korotiejewa uczestniczyła w operacji dolnośląskiej, dochodząc do Nysy i okrążając garnizon we Wrocławiu, a później brała udział w operacji berlińskiej, 8 maja 1945 zajęła Zgorzelec, a następnego dnia Liberec. Po wojnie Korotiejew nadal dowodził 52 Armią, 1947 ukończył Wyższe Kursy Akademickie przy Wyższej Akademii Wojskowej im. Woroszyłowa, po czym został dowódcą wojsk Zabajkalskiego Okręgu Wojskowego (do marca 1951), w listopadzie 1951 został zastępcą dowódcy wojsk Północnokaukaskiego Okręgu Wojskowego. Był deputowanym do Rady Najwyższej ZSRR 3 kadencji.
Został pochowany na Cmentarzu Nowodziewiczym.

## Awanse
- Pułkownik (1938)
- Kombryg (4 listopada 1939)
- Generał major (4 czerwca 1940)
- Generał porucznik (29 kwietnia 1943)
- Generał pułkownik (13 września 1944)

## Ordery i odznaczenia
- Złota Gwiazda Bohatera Związku Radzieckiego (6 kwietnia 1945)
- Order Lenina (trzykrotnie)
- Order Czerwonego Sztandaru (czterokrotnie)
- Order Suworowa I klasy
- Order Kutuzowa I klasy (trzykrotnie - 28 stycznia 1943, 22 lutego 1944 i 29 maja 1945)
- Order Bohdana Chmielnickiego I klasy (17 maja 1944)
- Legia Zasługi (Stany Zjednoczone, 1945)

I medale.